# Eleições legislativas na Sérvia em 2012

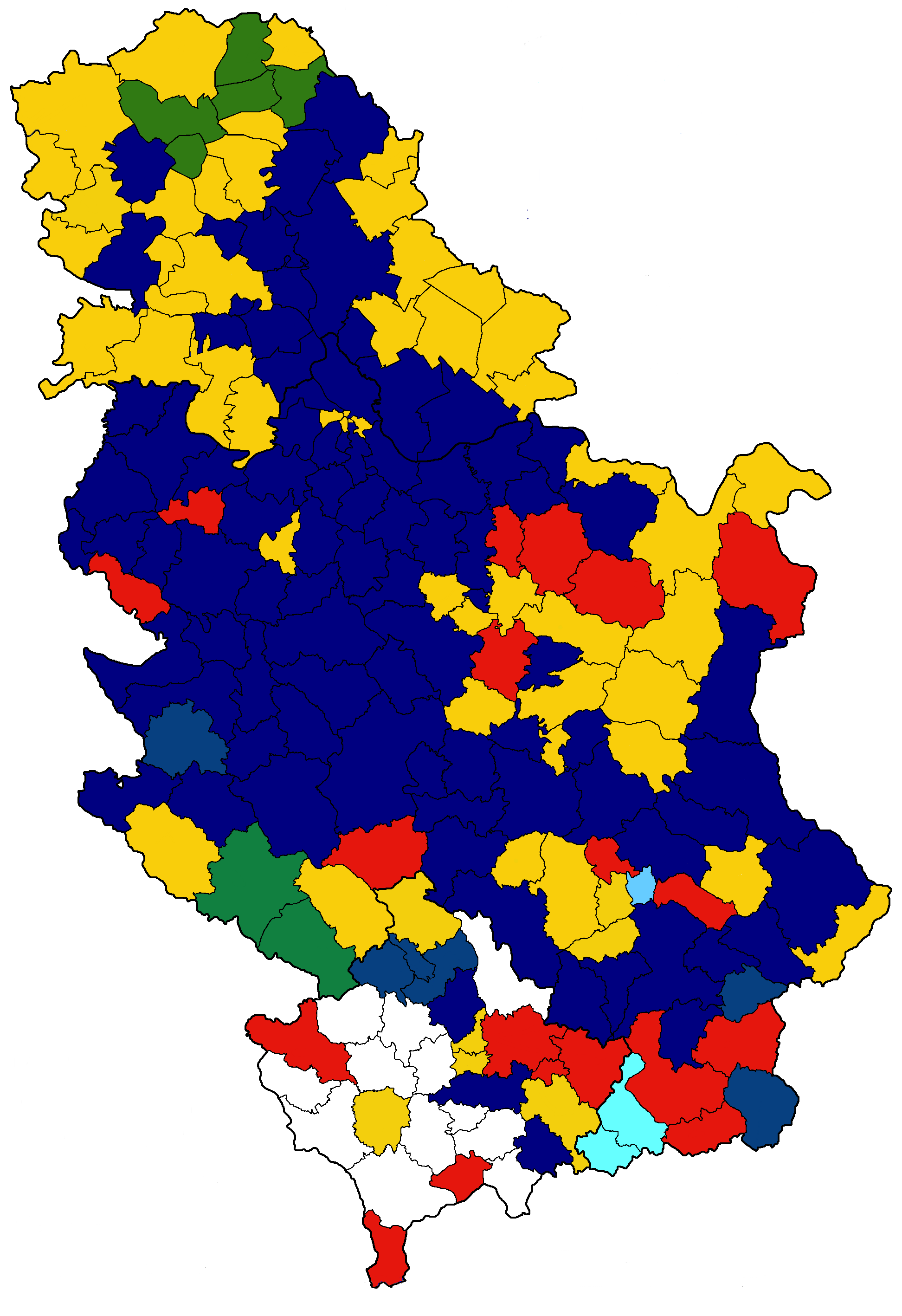
Eleições legislativas na Sérvia em 2012 - resultados oficiais

As eleições legislativas na Sérvia de 2012 foram realizadas a 6 de Maio e, serviram para eleger os 250 para o Parlamento sérvio.
Os resultados das eleições deram a vitória ao recém-formado Partido Progressista Sérvio, formado por antigos membros do Partido Radical Sérvio, que conquistou 24,1% dos votos e 73 deputados. 
A coligação liderada pelo Partido Democrático foi um dos grandes derrotados, passando dos 38,4% de 2008 para 22,1% dos votos. As dificuldades económicas, a elevada taxa de desemprego e a desilusão com o governo em, muito, explicam o mau resultado dos democratas.
O Partido Socialista da Sérvia foi um dos grandes vencedores das eleições, conquistando o seu melhor resultado eleitoral desde da queda de Milosevic do poder em 2000, conquistando 14,5% dos votos e tornando-se vital para a formação de qualquer governo.
Por fim, destacar o péssimo resultado do Partido Radical Sérvio que, pela primeira vez na sua história, irá ficar fora do parlamento, ao conquistar, apenas, 4,6% dos votos.
Após as eleições, o Partido Progressista Sérvio e o Partido Socialista da Sérvia chegaram a acordo para formar um governo de coligação, com Ivica Dačić, líder dos socialistas, a tornar-se o novo primeiro-ministro da Sérvia.

## Resultados oficiais
| Partido                 | Partido                                  | Votos     | %    | +/-  | Deputados | +/-  |
| ----------------------- | ---------------------------------------- | --------- | ---- | ---- | --------- | ---- |
|                         | Partido Progressista Sérvio + Aliados    | 940 659   | 24,1 | Novo | 73 / 250  | Novo |
|                         | Partido Democrático + Aliados            | 863 294   | 22,1 | 16,3 | 67 / 250  | 35   |
|                         | Partido Socialista da Sérvia + Aliados   | 567 689   | 14,5 | 6,9  | 44 / 250  | 24   |
|                         | Partido Democrático da Sérvia            | 273 532   | 7,0  | 4,6  | 21 / 250  | 9    |
|                         | Partido Liberal Democrata + Aliados      | 255 546   | 6,5  | 1,3  | 19 / 250  | 6    |
|                         | Regiões Unidas da Sérvia                 | 215 666   | 5,5  | Novo | 16 / 250  | Novo |
|                         | Partido Radical Sérvio                   | 180 558   | 4,6  | 24,9 | 0 / 250   | 78   |
|                         | Dveri                                    | 169 590   | 4,3  | Novo | 0 / 250   | Novo |
|                         | Aliança dos Húngaros de Vojvodina        | 68 323    | 1,8  | -    | 5 / 250   | -    |
|                         | Movimento dos Trabalhadores e Camponeses | 57 199    | 1,5  | Novo | 0 / 250   | Novo |
|                         | Partido da Acção Democrática de Sandžak  | 27 708    | 0,7  | -    | 2 / 250   | -    |
|                         | Todos Juntos                             | 24 993    | 0,6  | -    | 1 / 250   | -    |
|                         | Nenhum dos Acima                         | 22 905    | 0,6  | -    | 1 / 250   | -    |
|                         | Coligação Albanesa                       | 13 384    | 0,3  | -    | 1 / 250   | -    |
|                         | Outros                                   | 58 271    | 1,5  |      | 0 / 250   |      |
| Votos Inválidos         | Votos Inválidos                          | 171 819   | 4,4  | 2,3  |           |      |
| Total                   | Total                                    | 3 911 136 | 100  |      | 250       |      |
| Eleitorado/Participação | Eleitorado/Participação                  | 6 770 013 | 57,8 | 3,5  |           |      |